# Slaget vid Falkirk
Slaget vid Falkirk (skotsk gaeliska: Blàr na h-Eaglaise Brice) ägde rum den 22 juli 1298 och var ett av de stora slagen i första skotska frihetskriget. Ledda av kung Edvard I av England, även kallad Longshanks, besegrade den engelska armén skottarna ledda av William Wallace och kort efter slaget avgick Wallace som Guardian of Scotland.

## Historia
Efter nederlaget vid slaget vid Stirling Bridge började Longshanks skapa en ny armé som befäste det av engelsmännen erövrade ostfrankrike medan den krigsvana, stora engelska armén som slogs där temporärt fraktades över till Skottland sommaren 1298. Soldaterna härjade och plundrade Skottland, och William Wallace tvingades till motangrepp vid Falkirk.
Då den engelska armén var minst dubbelt så stor som den skotska - och den mjuka marken var olämplig att springa på - beslöt Wallace sig för att vinna på defensiven. Han ställde upp sina soldater i fyra skiltroner, en stillastående formation med sköldar och spjut utåt så att ingen kunde komma in. Svagare enheter som ledare och bågskyttar skyddades i skiltronens mitt.
Edward anföll med sina irländska krigare, och med sitt kavalleri. Det hade ingen större effekt. Han avlossade pilar emot skottarna, men hans walesiska bågskyttar vägrade skjuta. De skotska adelsmännen flydde dock till häst. Den mjuka marken försvårade stormningar, men Longshanks fortsatte med sina ständiga attacker och snart kunde kavalleriet bilda sprickor i skiltronerna, som infanteriet använde för att bryta upp dem. Efter flera timmars hårda strider sprack skiltronerna nästan samtidigt och skottarna flydde.

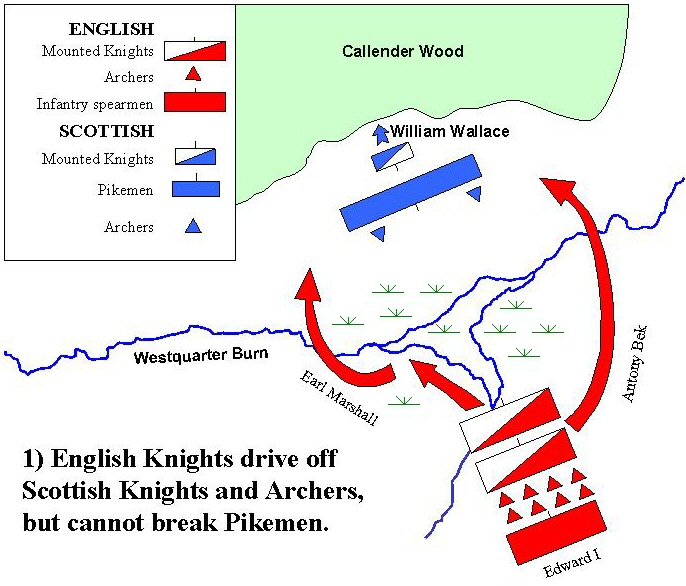
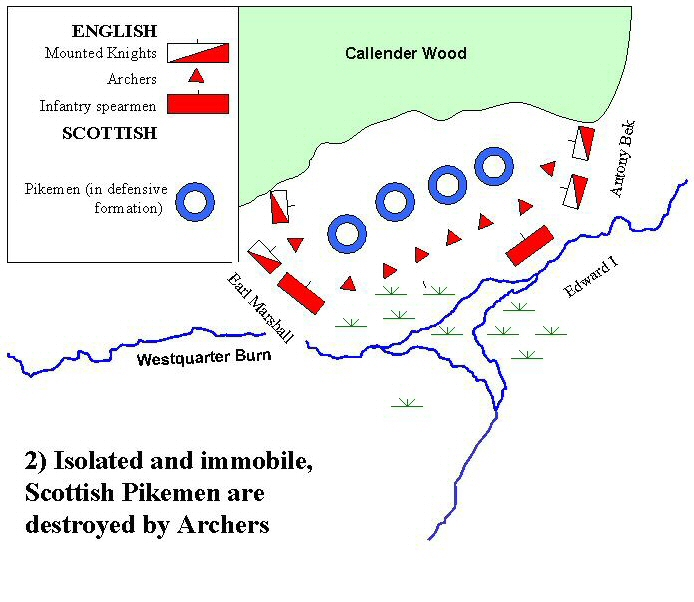